# 銀翼殺手：2022大停電
《銀翼殺手：2022大停電》（英語：Blade Runner Black Out 2022）是一部2017年美日合拍的新黑色科幻動畫短片，是電影《銀翼殺手2049》的三支前傳短片的第三支。該片由渡邊信一郎執導及編劇，CygamesPictures製作動畫。短片的背景設定在2022年5月的美國洛杉磯，劇情講述複製人在洛杉磯引爆核彈，引發電磁脈衝，藉此使城市陷入大停電。《銀翼殺手：2022大停電》於2017年9月27日在網上發布。

## 劇情
背景設定在2022年5月的洛杉磯（為原作背景的三年後），泰瑞公司（Tyrell Corporation）決定生產壽命更長的複製人「連鎖八型」（NEXUS-8），此舉引發了世界各地的抗議行動，人們開始獵殺複製人。逃離宇宙戰場的步兵複製人伊基（Iggy）救下一名遭到欺凌的應召女郎複製人崔西（Trixie），並讓她加入他的行動——用油罐車炸毀泰瑞公司複製人資料庫，讓人類無法繼續追殺複製人。同時，伊基的內應、軍方人類技師蓮（Ren）會引爆核彈，引發電磁脈衝，讓洛杉磯陷入大停電。
在與守衛的打鬥中，崔西遭到射殺。悲痛的伊基引爆油罐車炸毀泰瑞公司。隨後蓮引爆核彈，城市失去電力陷入大混亂。此事造成複製人被禁止生產，泰瑞公司瓦解，華勒斯公司一直到十多年後才獲准繼續生產複製人。片尾，伊基從一片斷壁殘垣中走出，並將自己印有複製人辨識碼的紅眼挖出。

## 製作
2017年8月29日，據報導，《銀翼殺手2049》（2017年）的導演丹尼·維勒納夫挑選了三名電影導演分別執導三支短片，這三支短片主要敘述（1982年，劇情背景設定於2019年）與《銀翼殺手2049》（劇情背景設定於2049年）間所發生的事件。《銀翼殺手：2022大停電》為三支短片中的第三支，由渡邊信一郎執導及編劇，約瑟夫·喬（Joseph Chou）與奧爾·法蘭西斯·坤卡（Al-Francis Cuenca）監製，CygamesPictures製作:28。飛蓮之音負責該片的配樂部分。飛蓮之音表示，「與渡邊信一郎合作是我的夢想之一，他的作品《星際牛仔》實在太偉大了！」荒牧伸志為該片設計了新款的迴旋車。美術設計的部分由保羅·查德森（Paul Chadeisson）負責。

### 配音員與角色
約凡·傑克森（Jovan Jackson）在片中為「連鎖八型」複製人伊基配音。伊基是一名戰鬥用複製人。露西·克里斯汀擔任應召女郎複製人崔西的配音。布萊森·鮑格斯（Bryson Baugus）為崔西的人類男友「蓮」配音。愛德華·詹姆斯·奧莫斯客串配音曾出現在原作（1982年）中的角色蓋夫（Gaff）。在《銀翼殺手2049》片中由戴夫·巴帝斯塔詮釋的謝波·摩頓（Sapper Morton）的資料畫面於片中短暫出現。

## 解析
《富比世》的奧利·巴德（Ollie Barder）指出，該片與原作（1982年）相同，兩者都探討了人性的意義。GameSpot的瓦萊利·坎普列斯（Valerie Complex）認為《銀翼殺手：2022大停電》與原作一樣，都有著「黑暗且絕望的氣氛」。坎普列斯指出，片中崔西使出了與原作中複製人普莉絲（Pris）相同的武打技巧。

## 發布與反響

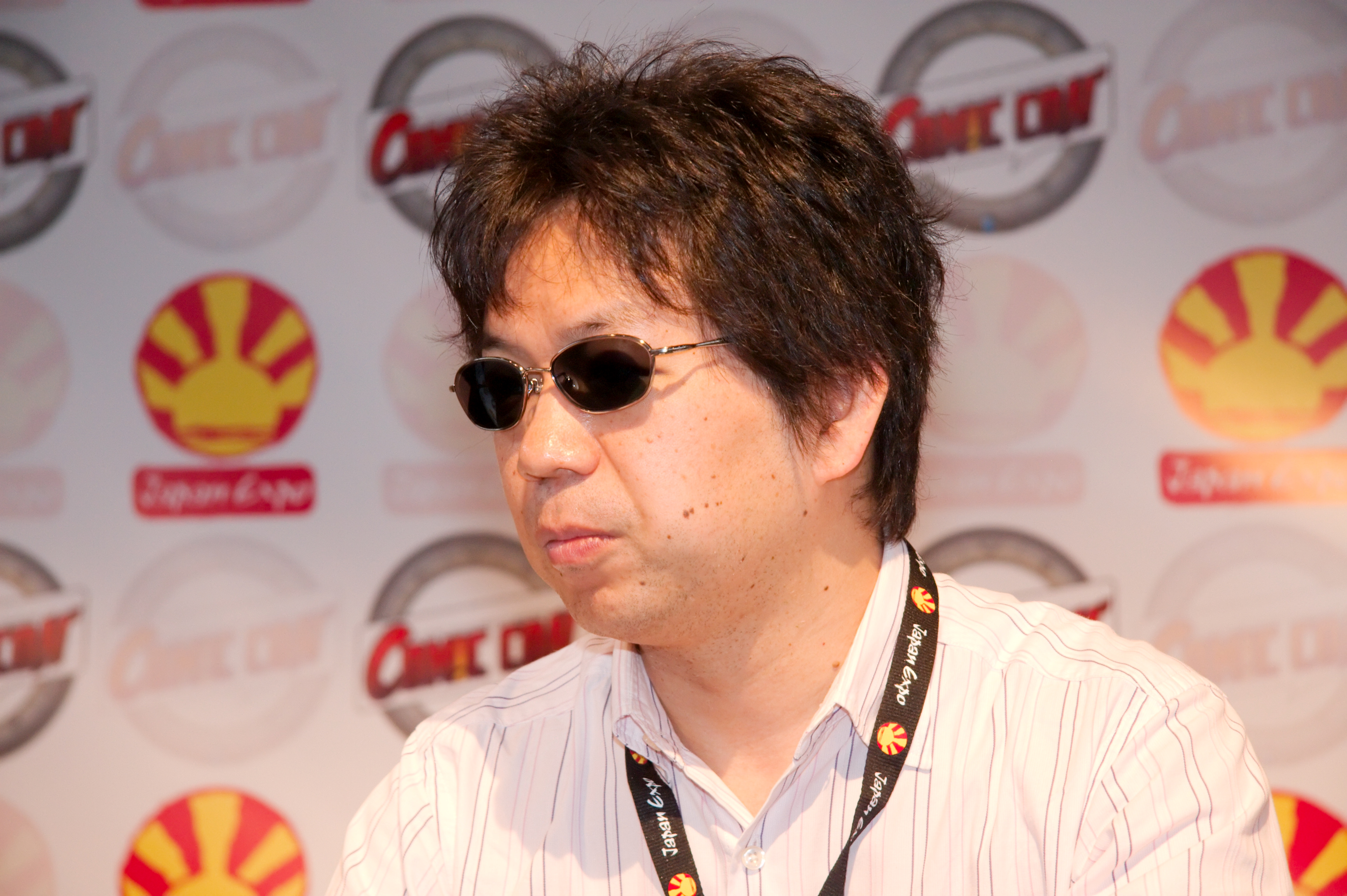
渡邊信一郎的導演功力廣受影評人的讚譽

《銀翼殺手：2022大停電》於2017年9月27日在Crunchyroll上首次發布。華納兄弟於9月28日在YouTube上發布了該片的正式版本。GameSpot的瓦萊利·坎普列斯稱讚了該片的打戲及視覺效果，並指出導演渡邊信一郎準確地捕捉到了原作的韻味。坎普列斯亦指出，以動畫形式呈現該片是個好點子，且該片同時也帶給了觀眾一些懸念。《Kotaku》的西薩莉亞·迪安納斯塔西奧（Cecilia D'Anastasio）認為該片「很傑出」。迪安納斯塔西奧在評論中提到，片中的對白偶爾會脫離劇情，且像「長命不代表活著」這樣的話聽起來有些虛偽；但她亦指出動畫彌補了對白上的不足。
《富比世》的奧利·巴德指出，該片結合了渡邊信一郎的代表作《星際牛仔》的元素，和一些與《機甲獵兵》相近的淒涼。巴德亦稱讚了為該片設計新款迴旋車的荒牧伸志。CNET的邦妮·柏頓（Bonnie Burton）稱《銀翼殺手：2022大斷電》「引人注目」，且有著「絕美的動畫」。柏頓表示自己希望能看到「這個團隊拍的《銀翼殺手》動畫電視劇」。

## 外部連結
- 官方网站
- 互联网电影数据库（IMDb）上《Blade Runner Black Out 2022》的资料（英文）
- YouTube上的BLADE RUNNER 2049 - "Black Out 2022" Anime Short（英文）
- YouTube上的銀翼殺手 2022 大停電 ● Blade Runner 2022 BLACK OUT（繁體中文）